# Zrakoplov (film)
Zrakoplov je slovenski komični TV film iz leta 1994.

## Zgodba
Na otoku vso oblast nosi župan, njegova desna roka je duhovnik, tretji član ekipe pa je poštar. Oblast izkorišča delo z letenjem obsedenega izumitelja za lastno promocijo. Izrabijo tudi njegovo ženo, ki se v želji po pozornosti zaljubi v poštarja. Zrakoplov, mešanica ptiča in kolesa, ne poleti, kar uniči ustvarjalno norost, medtem ko norost oblasti ostane nedotaknjena.

## Zasedba
- Gojmir Lešnjak: župan
- Alojz Svete: duhovnik
- Vladimir Jurc: poštar
- Janez Škof: izumitelj Ivo
- Maja Sever: izumiteljeva žena Vera
- Alan Biderman
- Stojan Colja
- Ciril Jagodic
- Vesna Maher
- Maja Medvešček
- Špela Trošt
- Marko Velkavrh
- Branko Završan
- Tamma Žbontar

## Ekipa
- fotografija: Tomislav Pinter
- glasba: Janez Gregorc
- izvedba: Kvintet trobil
- montaža: Stanko Kostanjevec
- scenografija: Janez Kovič
- kostumografija: Zvonka Makuc
- maska: Gabrijela Fleischman

## Kritike
Nerina Kocjančič je zapisala, da je Pervanjev film Do konca in naprej pomenil upanje za komercialni film, potem pa je režiser zopet nadaljeval po stari poti nacionalne kinematografije in dobro zgodbo podredil globljemu sporočilu, ki je gledalcu dostikrat nerazumljivo. Zrakoplov jo je spominjal na Pervanjev prejšnji film Triangel istega scenarista, ki se ji je zdel izumetničen, brez emocij in preveč odmaknjen od realnosti. Filmu je vseeno priznala večjo prepričljivost, vendar so po njenem ostale napake, npr. neprepričljiv ljubezenski odnos. Pintarjevi fotografiji je očitala, da je preveč estetizirana in prikazuje majhno in zaprto skupnost kot letoviški kraj.